# María Luz Rodríguez Fernández
María Luz Rodríguez Fernández (Valladolid, 1 de octubre de 1964) es una jurista española, catedrática de derecho laboral de la Universidad de Castilla-La Mancha que ha desarrollado su trayectoria profesional entre la docencia, la investigación y la política. Ha asumido, entre otros cargos, el de secretaria de Estado de Empleo del Gobierno de España (2010-2011) y consejera de Trabajo y Empleo de la Junta de Comunidades de Castilla-La Mancha (2007-2010) y consejera de Empleo, Igualdad y Juventud (2010). También ha sido diputada en las Cortes Generales en la XI Legislatura (2016) y secretaria de Empleo del PSOE (2014-2016). En la actualidad, uno de sus principales focos de investigación es el impacto de la economía 4.0 y las empresas de base tecnológica sobre las condiciones de trabajo y empleo.

## Biografía
María Luz Rodríguez nació en Valladolid en 1964. Es licenciada en Derecho por la Universidad de Valladolid (1992) y Doctora en Derecho por la misma universidad (1999).
Empezó la docencia en la Universidad de Valladolid (1992-1997) posteriormente en la Carlos III de Madrid (1998-1999).  Del 2001 a 2005 fue Profesora Titular de Derecho del Trabajo y de la Seguridad Social en la Facultad de Derecho y Ciencias Sociales de la Universidad de Castilla-La Mancha, universidad de la que es catedrática desde 2022 de derecho  al trabajo y de la Seguridad Social y en la que continúa siendo profesora titular den el departamento de Derecho al Trabajo y Trabajo Social.
Ha realizado estancias de investigación en las Universidades de Cambridge (Reino Unido), Universidad de Bolonia (Italia) y la Universidad Estatal de Pensilvania (USA), el European Centre for Social Welfare Policy and Research de Viena (Austria), el European Trade Union Institute de Bruselas (Bélgica) y el Research Department de la Organización Internacional del Trabajo en Ginebra (Suiza).
Fue mediadora y responsable del Área Jurídica del Servicio Interconfederal de Mediación y Arbitraje, así como árbitra del Jurado Arbitral Laboral de Castilla-La Mancha. En 2005 fue nombrada vocal asesora del Gabinete del Ministro de Trabajo y Asuntos Sociales con Jesús Caldera donde participó en la elaboración y puesta en práctica de la Ley de Promoción de la Autonomía Personal y Atención a las Personas en Situación de Dependencia y realizó el seguimiento de las medidas políticas adoptadas en materia de inspección de trabajo y de lucha contra la violencia de género.
Posteriormente, se situó en primera línea de gobierno primero autonómico, como consejera de Trabajo y Empleo del Gobierno de Castilla-La Mancha (2007-2010) y desde mayo a octubre de 2010 fue consejera de Empleo, Igualdad y Juventud de este mismo Gobierno de José María Barreda. Posteriormente, entre el 30 de octubre de 2010 y el 30 de diciembre de 2011 fue secretaria de Estado de Empleo del Ministerio de Trabajo e Inmigración en el equipo del ministro de trabajo e inmigración, Valeriano Gómez.
De 2014 a 2016 fue Secretaria de Empleo de la Comisión Ejecutiva Federal del PSOE. En 2016 fue elegida diputada por Guadalajara de la XI Legislatura del Congreso de Diputados, ocupando el escaño de enero a julio de 2016. En mayo de 2016 Rodríguez anunció que renunciaba a ir en las listas del PSOE para regresar a a sus tareas como profesora de la Universidad de Castilla-La Mancha.
En enero de 2019 asumió la secretaría general de la Universidad Internacional Menéndez Pelayo (UIMP), puesto del que dimitió poco después alegando motivos personales.
Experta en trabajo decente y desarrollo económico de la Fundación COTEC, actualmente dirige como investigadora principal el proyecto de investigación financiado con fondos públicos Digitalización y Trabajo: El impacto de la economía 4.0 sobre el empleo, las relaciones laborales y la protección social.

## Cargos desempeñados
- Consejera de Trabajo y Empleo de Castilla-La Mancha. (2007-2010)
- Consejera de Empleo, Igualdad y Juventud (2010)
- Secretaria de Estado de Empleo. (2010-2011)
- Secretaria de Empleo del PSOE. (2014-2016)
- Diputada por la provincia de Guadalajara. (2016)

## Publicaciones
- Negociación colectiva, igualdad y democracia (2016)  ISBN 978-84-9045-458-9
- Negociación colectiva y solución de conflictos laborales (2004) ISBN 9788486977450
- La estructura de la negociación colectiva (2000) ISBN 9788484061519
- El incidente de no readmisión (1989)  ISBN 9788477870593
- Humanos y robots: empleo y condiciones de trabajo en la era robótica (2020) ISBN: 978-84-18330-03-2
- Tecnología y Trabajo: el impacto de la revolución digital en los derechos laborales y la protección social  2021(dir) ISBN: 978-84-1345-478-8[18]
- Tecnología y trabajo, el impacto de la revolución digital en los derechos laborales y la protección social (2021) (Ed. Aranzadi) ISBN: 978-84-13-45480-1
- Plataformas laborales y mercado de trabajo (2018)  ISBN: 978-84-8417-536-0

- El futuro del trabajo que queremos (2017) (coord)[19]
- Trabajadores autónomos (2008)  ISBN: 9788496809857
- La negociación colectiva europea (2006) ISBN: 8496518639

Artículos (selección)
- Plataformas, microworkers y otros desafíos del trabajo en la era digital en El futuro del trabajo que queremos (2017) ISBN: 978-84-16608-85-0[20]
- El impacto de la economía 4.0 sobre las condiciones de trabajo y empleo. Estudio de caso en dos empresas de base tecnológica. (2018) Cuaderno de Relaciones Laborales. Vol. 36 Núm. 2 (2018): Monográfico: El emprendimiento y la producción política de nuevos sujetos del trabajo[3]

## Premios y reconocimientos
- Real Cruz Distinguida de Primera Clase de San Raimundo de Peñafort por su participación en la elaboración de la Ley de Procedimiento Laboral de 1990.[21]